# 1946 год
1946 (ты́сяча девятьсо́т со́рок шесто́й) год  по григорианскому календарю — невисокосный год, начинающийся во вторник. Это 1946 год нашей эры, 6‑й год 5‑го десятилетия XX века 2‑го тысячелетия, 7‑й год 1940‑х годов. Он закончился 79 лет назад.
| Пн | Вт | Ср | Чт | Пт | Сб | Вс |
|    | 1  | 2  | 3  | 4  | 5  | 6  |
| 7  | 8  | 9  | 10 | 11 | 12 | 13 |
| 14 | 15 | 16 | 17 | 18 | 19 | 20 |
| 21 | 22 | 23 | 24 | 25 | 26 | 27 |
| 28 | 29 | 30 | 31 |    |    |    |

| Пн | Вт | Ср | Чт | Пт | Сб | Вс |
|    |    |    |    | 1  | 2  | 3  |
| 4  | 5  | 6  | 7  | 8  | 9  | 10 |
| 11 | 12 | 13 | 14 | 15 | 16 | 17 |
| 18 | 19 | 20 | 21 | 22 | 23 | 24 |
| 25 | 26 | 27 | 28 |    |    |    |

| Пн | Вт | Ср | Чт | Пт | Сб | Вс |
|    |    |    |    | 1  | 2  | 3  |
| 4  | 5  | 6  | 7  | 8  | 9  | 10 |
| 11 | 12 | 13 | 14 | 15 | 16 | 17 |
| 18 | 19 | 20 | 21 | 22 | 23 | 24 |
| 25 | 26 | 27 | 28 | 29 | 30 | 31 |

| Пн | Вт | Ср | Чт | Пт | Сб | Вс |
| 1  | 2  | 3  | 4  | 5  | 6  | 7  |
| 8  | 9  | 10 | 11 | 12 | 13 | 14 |
| 15 | 16 | 17 | 18 | 19 | 20 | 21 |
| 22 | 23 | 24 | 25 | 26 | 27 | 28 |
| 29 | 30 |    |    |    |    |    |

| Пн | Вт | Ср | Чт | Пт | Сб | Вс |
|    |    | 1  | 2  | 3  | 4  | 5  |
| 6  | 7  | 8  | 9  | 10 | 11 | 12 |
| 13 | 14 | 15 | 16 | 17 | 18 | 19 |
| 20 | 21 | 22 | 23 | 24 | 25 | 26 |
| 27 | 28 | 29 | 30 | 31 |    |    |

| Пн | Вт | Ср | Чт | Пт | Сб | Вс |
|    |    |    |    |    | 1  | 2  |
| 3  | 4  | 5  | 6  | 7  | 8  | 9  |
| 10 | 11 | 12 | 13 | 14 | 15 | 16 |
| 17 | 18 | 19 | 20 | 21 | 22 | 23 |
| 24 | 25 | 26 | 27 | 28 | 29 | 30 |

| Пн | Вт | Ср | Чт | Пт | Сб | Вс |
| 1  | 2  | 3  | 4  | 5  | 6  | 7  |
| 8  | 9  | 10 | 11 | 12 | 13 | 14 |
| 15 | 16 | 17 | 18 | 19 | 20 | 21 |
| 22 | 23 | 24 | 25 | 26 | 27 | 28 |
| 29 | 30 | 31 |    |    |    |    |

| Пн | Вт | Ср | Чт | Пт | Сб | Вс |
|    |    |    | 1  | 2  | 3  | 4  |
| 5  | 6  | 7  | 8  | 9  | 10 | 11 |
| 12 | 13 | 14 | 15 | 16 | 17 | 18 |
| 19 | 20 | 21 | 22 | 23 | 24 | 25 |
| 26 | 27 | 28 | 29 | 30 | 31 |    |

| Пн | Вт | Ср | Чт | Пт | Сб | Вс |
|    |    |    |    |    |    | 1  |
| 2  | 3  | 4  | 5  | 6  | 7  | 8  |
| 9  | 10 | 11 | 12 | 13 | 14 | 15 |
| 16 | 17 | 18 | 19 | 20 | 21 | 22 |
| 23 | 24 | 25 | 26 | 27 | 28 | 29 |
| 30 |    |    |    |    |    |    |

| Пн | Вт | Ср | Чт | Пт | Сб | Вс |
|    | 1  | 2  | 3  | 4  | 5  | 6  |
| 7  | 8  | 9  | 10 | 11 | 12 | 13 |
| 14 | 15 | 16 | 17 | 18 | 19 | 20 |
| 21 | 22 | 23 | 24 | 25 | 26 | 27 |
| 28 | 29 | 30 | 31 |    |    |    |

| Пн | Вт | Ср | Чт | Пт | Сб | Вс |
|    |    |    |    | 1  | 2  | 3  |
| 4  | 5  | 6  | 7  | 8  | 9  | 10 |
| 11 | 12 | 13 | 14 | 15 | 16 | 17 |
| 18 | 19 | 20 | 21 | 22 | 23 | 24 |
| 25 | 26 | 27 | 28 | 29 | 30 |    |

| Пн | Вт | Ср | Чт | Пт | Сб | Вс |
|    |    |    |    |    |    | 1  |
| 2  | 3  | 4  | 5  | 6  | 7  | 8  |
| 9  | 10 | 11 | 12 | 13 | 14 | 15 |
| 16 | 17 | 18 | 19 | 20 | 21 | 22 |
| 23 | 24 | 25 | 26 | 27 | 28 | 29 |
| 30 | 31 |    |    |    |    |    |

## События

### Январь
- 1 января
  - Японский император Хирохито отрёкся от своей божественности в своей декларации «Нингэн-сэнгэн».
  - Во Франции национализированы крупнейшие коммерческие банки «Сосьете Женераль»[1] и «Лионский кредит»[2].
- 3 января
  - В результате пожара на новогоднем бале-маскараде в клубе НКГБ в Минске погибли от 27 (по официальной версии) до 200 (по неофициальной версии) человек[3].
  - Крайова рада народова приняла закон о национализации в Польше всей крупной и средней промышленности, транспорта, банков и средств связи[4].
- 4 января — французский отряд полковника Имфельда ушёл из столицы королевства Луангпрабанга в Лаосе[5].
- 6 января — прошли выборы в Национальное собрание Вьетнама[6].
- 10 января
  - Открылась первая сессия Генеральной Ассамблеи ООН.
  - В Китае представители КПК и Гоминьдана подписали соглашение о прекращении военных действий[7].
- 11 января — провозглашена Народная Республика Албания. Председателем Совета Министров НРА стал Энвер Ходжа[8].
- 14 января — катастрофа Ли-2 под Колпнами.
- 16 января — открылась советско-американская конференция по Корее.
- 19 января — учреждён Международный военный трибунал для Дальнего Востока
- 20 января — глава временного правительства Франции генерал Шарль де Голль неожиданно подал в отставку, передал свои полномочия Венсану Ориолю и уехал на свою виллу в Нёйи[9].
- 22 января — на землях Закарпатской Украины образована Закарпатская область Украинской ССР[10].
- 24 января — направленная в Яньань по просьбе генерала Чан Кайши американская «Комиссия 17-ти» добилась от руководства КПК согласия на новый этап переговоров. Чжоу Эньлай и генерал Ван Цзичун прибыли из Чунцина в Яньань для разработки соглашения о реорганизации вооружённых сил Китая[11].
- 26 января — главой временного правительства Франции избран председатель Учредительного собрания социалист Феликс Гуэн[12].
- 31 января — катастрофа C-47 в Сукове.

### Февраль
- 2 февраля — создана Южно-Сахалинская область Хабаровского края. В тот же день издан Указ о национализации с 20 сентября 1945 года земли, банков, промышленных и коммунальных предприятий, железнодорожного и водного транспорта и средств связи южной части острова и Курильских островов[13].
- 5 февраля — безрезультатно завершилась советско-американская конференция по Корее. СССР отказался включить в процесс национального восстановления все политические партии Кореи.
- 9 февраля — студенческие волнения в Каире. Полиция устраивает «бойню на мосту Аббаса»[14].
- 12 февраля — возвращавшийся в военной форме домой в Эйкен после демобилизации чернокожий ветеран Второй мировой войны Айзек Вудард[англ.] был избит полицейскими и из-за травм потерял зрение[15][16].
- 17 февраля — в Египте сформировано правительство во главе с Исмаилом Сидки[14].
- 18 февраля — в Бомбее началось антибританское восстание индийских военных моряков. Подавлено 23 февраля[17].
- 21 февраля — в Каире прошла массовая манифестация по призыву Национального комитета рабочих и учащихся. После этого египетское правительство Исмаила Сидки приняло законы о запрещении забастовок и коммунистической деятельности[18].
- 22 февраля — в Пхеньяне на совещании представителей провинциальных уездных и городских народных комитетов создан Временный народный комитет Северной Кореи, ставший центральным национальным органом власти в советской зоне на севере Корейского полуострова[19].
- 24 февраля — на президентских выборах в Аргентине генерал Хуан Доминго Перон победил кандидата от Демократического союза Хосе Паскуаля Тамборини[20].
- 25 февраля — в Яньани при посредничестве американской «Комиссии 17-ти» завершена разработка соглашения о создании единой национальной армии Китая из сил КПК и Гоминьдана[11].
- 28 февраля — в Чунцине подписано соглашение между Францией и Китаем о выводе китайских войск из Вьетнама к 31 марта и замене их французскими частями[21].

### Март
- 2 марта — в Большом театре Ханоя начало работу Национальное собрание Вьетнама. Хо Ши Мин избран президентом Северного Вьетнама[22].
- 3 марта — начало Токийского процесса над военными преступниками императорской Японии.

- 4 марта — гоминьдановские власти Китайской республики освободили бывшего главнокомандующего коммунистическими войсками в период Гуанчжоуского восстания 1927 года и командующего Новой 4-й армии Е Тина, находившегося в плену с 1941 года.
- 5 марта
  - Выступая в Фултоне (США, штат Миссури), Уинстон Черчилль говорил о железном занавесе. Советская пропаганда объявила это выступление началом «холодной войны». Официальное начало Холодной войны.
  - Временный народный комитет Северной Кореи принял закон о земельной реформе[23], в частности, ограничивший монастырское землевладение[24].
- 6 марта — прелиминарное франко-вьетнамское соглашение в Ханое о перемирии и проведении мирной конференции в Фонтенбло. Франция признала Демократическую Республику Вьетнам в обмен на согласие Хо Ши Мина с присутствием в стране французских войск[25].
- 10 марта — США передали гоминьдановским властям Китая в виде трофеев 271 речное и морское судно[26].
- 12 марта — Народное собрание Болгарии приняло Закон о трудовой земельной собственности, ограничивающий крупное землевладение максимумом в 20-30 гектар[27]. Ограничено монастырское землевладение[24].
- 13 марта — гоминьдановский генерал Ван Цзичун заявил, что китайские коммунисты захватили 1330 железнодорожных станций на севере Китая и разрушили сотни мостов[28]
- 14 марта — Учредительное собрание приняло Конституцию Народной Республики Албании[29].
- 15 марта — крупная административная реформа сталинских времён: подписан закон СССР[30], по которому Совет Народных Комиссаров СССР был преобразован в Совет Министров СССР, ликвидация системы наркоматов и образование на их месте министерств[31].
- 16 марта — Председателем Президиума Народного собрания Албании (главой государства) избран председатель Учредительного собрания Омер Нишани[32].
- 18 марта — пленум ЦК ВКП(б) избрал членами Политбюро ЦК ВКП(б) Л. П. Берию и Г. М. Маленкова. Н. А. Булганин и А. Н. Косыгин стали кандидатами в члены Политбюро ЦК ВКП(б)[33].
- 19 марта — Французская Гвиана получила статус заморского департамента Франции[34].
- 21 марта — в Лаосе в сражении под Тхакхэком французская армия разбила силы правительства Лао Иссара. Главнокомандующий принц Суфанувонг тяжело ранен и переправлен в Таиланд[35].
- 22 марта
  - Великобритания и Трансиордания подписали договор, по которому Великобритания отказалась от мандата на Трансиорданию и признавала её независимость[36].
  - Катастрофа Ли-2 под Анадырем.
- 23 марта — в советской зоне оккупации Кореи от имени Коммунистической партии Кореи опубликована Программа 20 пунктов, предусматривавшая проведение на севере Кореи глубоких социально-экономических преобразований — ликвидацию помещичьего землевладения, национализацию промышленности и т. д.[37].
- 27 марта — представитель президента США в Китае генерал Джордж Маршалл предложил направить в порт Инкоу смешанную комиссию для расследования причин военного конфликта КПК и Гоминьдана в Маньчжурии. ЦК КПК отверг это предложение[38].

### Апрель
- 2 апреля — катастрофа C-47 в Северной Осетии.
- 7 апреля — на месте оккупированной Советским Союзом части Восточной Пруссии образована Кёнигсбергская (ныне Калининградская) область[39].
- 8 апреля — в авиационной катастрофе в провинции Шэньси погибли бывший генеральный секретарь Коммунистической партии Китая Бо Гу, генерал Е Тин и бывший руководитель Центральной партийной школы в Яньани Дэн Фа.
- 10 апреля — на заседании Военного комитета Коммунистической партии Китая в Яньани заслушан доклад Не Жунчженя в связи с расширением военных действий с Гоминьданом. Не Жунчжэнь заявил о создании в Маньчжурии «20-го освобождённого района» с населением в 40 миллионов человек, который удерживает Маньчжурская народная армия Линь Бяо численностью в 300 000 бойцов. Поставлена задача удержать Маньчжурию[40].
- 13 апреля — Учредительное собрание Франции приняло устав фермеров и испольщиков, регламентировавший арендные отношения в стране[27].
- 15 апреля — после эвакуации Советской армии из Чанчуня в город вошла армия Линь Бяо[41].
- 17 апреля
  - Последний французский солдат покинул территорию Сирии. Этот день стал отмечаться в Сирии как День эвакуации[42].
  - Открылась первая франко-вьетнамская конференция в Далате[43].
- 18 апреля — Лига Наций передала свои полномочия ООН.
- 19 апреля — Учредительное собрание Франции одобрило проект Конституции.
- 20 апреля ─ В Троице-Сергиев монастырь возвращены мощи Сергия Радонежского, изъятые в 1919 году[44].

- 21 апреля
  - В советском секторе Берлина открылся двухдневный объединительный съезд коммунистов и социал-демократов Восточной Германии. Создана Социалистическая единая партия Германии[45].
  - После длительного перерыва вновь начинаются богослужения в Троице-Сергиевой Лавре.

- 23 апреля — Сисаванг Вонг коронован в Луангпхабанге как король единого Лаоса[35].
- 24 апреля — французский экспедиционный корпус занял столицу Лаоса Вьентьян[46].
- 30 апреля — президент США Гарри Трумэн подписал закон о торговле с Филиппинами, которые должны были получить независимость в июле. Между странами до 1954 года устанавливался режим беспошлинной торговли[47].

### Май
- 3 мая — начало Токийского процесса
- 5 мая — на референдуме во Франции большинством голосов отклонён проект новой конституции[48].
- 7 мая — в Токио основана компания Sony.
- 9 мая — король Италии Виктор Эммануил III отрёкся от престола в пользу своего сына Умберто II[49].
- 13 мая — французская армия вступила в город Луангпхабанг, резиденцию короля Лаоса[46].
- 17 мая — в Верноне (департамент Эр) с участием немецких специалистов создан центр космических исследований Франции — Лаборатория баллистических и аэродинамических исследований[50].
- 19 мая — начав наступление на силы Коммунистической партии Китая в Маньчжурии, 1-я и 5-я гоминьдановские армии взяли Сыпингай[51].
- 23 мая — гоминьдановская армия заняла Чанчунь[51].
- 24 мая — Чан Кайши провёл в Чунцине совместное заседание Верховного совета национальной обороны и Военного совета Китайской республики и заявил о начале решающего этапа борьбы с КПК[52].
- 25 мая — провозглашена независимость Трансиордании. Эмир Абдаллах ибн Хусейн провозглашён королём[36].
- 27 мая — в Албании ограничено монастырское землевладение[53].
- 28 мая — в Китае группа войск Пэн Дэхуая, развивая наступление южнее Шанхайгуаня, захватила большой участок Тяньцзинь-Пукоуской железной дороги[54].
- 29 мая — развивая наступление против сил Линь Бяо гоминьдановская армия вошла в Гирин[51]. В тот же день Новая 4-я армия КПК заняла город Наньтун на побережье Жёлтого моря[55].

### Июнь
- 2 июня
  - На референдуме в Италии около 55 % участвовавших в голосовании высказались за ликвидацию монархии[56].
  - Во Франции прошли выборы в новое Учредительное собрание.
  - Французские колониальные власти во Вьетнаме провозгласили Республику Кохинхину.
- 3 июня — в связи с расширением гражданской войны Чан Кайши вылетел из Мукдена в Нанкин, где запросил дополнительной военной помощи от США и выступил перед сотрудниками Главного штаба, установив КПК срок в 15 дней для отвода НОАК из Маньчжурии и ряда занятых территорий[57].
- 4 июня — на пост президента Аргентины вступил генерал-лейтенант Хуан Доминго Перон (до 21 сентября 1955 года)[58].
- 5 июня — развивая наступление на силы КПК, гоминьдановская армия заняла Шаньчэн и вышла на южные подступы к Харбину. Чан Кайши прилетел в Мукден, чтобы лично руководить разгромом китайских коммунистов в Маньчжурии[51].
- 6 июня — в Нью-Йорке основана Национальная баскетбольная ассоциация.
- 7 июня — представитель президента США в Китае генерал Джордж Маршалл предложил Чан Кайши сделать последнюю попытку достичь временного соглашения с КПК[59].
- 8 июня — ВЦСПС принял постановление об организации Всесоюзного социалистического соревнования.
- 9 июня — найден застреленным в своей спальне 20-летний король Таиланда Рама VIII. На престол вступил его младший брат, 18-летний Пхумипон Адульядет[60].

- 11 июня — генерал Джордж Маршалл ознакомил Чан Кайши с положительным решением президента США Гарри Трумэна о предоставлении Китаю военной помощи. Трумэн одобрил предложение Маршалла созвать «Комитет трёх» для переговоров с КПК, однако Чан Кайши отверг это предложение[61].
- 12 июня — начало работу второе Учредительное собрание Франции. Правительство Феликса Гуэна подало в отставку[12].
- 13 июня — во Францию для переговоров прибыла вьетнамская делегация во главе с Хо Ши Мином.
- 15 июня — Чан Кайши отдал приказ генералу Бай Чжунси начать наступательную операцию против сил КПК в Шаньдуне и Цзянсу[61].
- 16 июня — генерал Шарль де Голль выступил с речью в Байё (Нормандия) и предложил свой проект Конституции Франции, предусматривающей сохранение колониальной империи.
- 18 июня — Италия провозглашена республикой по итогам референдума[49].
- 23 июня — во Франции сформировано временное правительство во главе с Жоржем Бидо[12].
- 24 июня
  - В порту Находка взорвался пароход «Дальстрой».
  - Временный народный комитет Северной Кореи принял закон о труде рабочих и служащих[23].
- 26 июня
  - Начало последней фазы гражданской войны в Китае между Чан Кай-ши и коммунистами (1946—1949).
  - В Австрии принят первый закон о национализации части промышленности и банков[62].
- Конец июня — на расширенном заседании Военного комитета ЦК КПК по докладу Пэн Дэхуая национально-революционная армия КПК переименована в Народно-освободительную армию Китая под командованием Чжу Дэ[63].

### Июль
- 4 июля
  - Провозглашена независимость Филиппин от США. В этот же день президент Филиппин Мануэль Рохас подписал с верховным комиссаром США П. Макнаттом Договор об общих взаимоотношениях, передающий правительству Филиппин суверенитет над страной, за исключением территории военных баз США[47].
  - Отмена военного положения в остальных отдельных местностях СССР (Литовская, Латвийская, Эстонская ССР, западные области Украинской и Белорусской ССР), ранее не включённых в указ Президиума Верховного Совета СССР от 21 сентября 1945 года.
  - Кёнигсбергская область СССР переименована в Калининградскую область, город Кёнигсберг в Калининград[39].
- 6 июля — в Фонтенбло началась франко-вьетнамская мирная конференция[64].
- 12 июля — Хо Ши Мин заявил о согласии на ассоциацию с Францией и о непризнании профранцузской Республики Кохинхина.
- 17 июля — в Албании повешен лидер Восстания Коплику Леш Мараши.
- 22 июля — в Пхеньяне по инициативе Коммунистической партии Северной Кореи создан Единый демократический национальный фронт Северной Кореи, объединивший три партии и 13 общественных организаций[65].
- 26 июля — в Нанкин прибыл новый представитель президента США в Китае профессор Л. Стюарт, который выдвинул инициативу созвать комитет пяти для переговоров Гоминьдана и КПК. Однако КПК не приняла предварительных условий Чан Кайши об эвакуации Маньчжурии и отводе войск к линии по состоянию на 7 июня 1946 года[66].
- 29 июля — открылась Парижская мирная конференция по итогам Второй мировой войны.
- 30 июля — Временный народный комитет Северной Кореи принял закон о равноправии женщин[23].

### Август
- 1 августа — по решению Военной коллегии Верховного Суда СССР был казнён генерал РОА Андрей Андреевич Власов.
- 2 августа — французские колониальные власти открыли вторую конференцию в Далате для разработки статуса Индокитайской федерации. Делегация Хо Ши Мина прервала своё участие в конференции в Фонтенбло.
- 4 августа — Тунисская коммунистическая партия распространила программу упразднения французского протектората и достижения независимости Туниса[67].
- 9 августа — Ферхат Аббас внёс в Учредительное собрание Франции проект конституции Алжирской республики, предусматривавший внутреннюю автономию Алжира. Проект отвергнут[68].
- 10 августа — Временный Народный Комитет Северной Кореи национализировал японские и частные корейские промышленные предприятия, транспорт, средства связи и банки[23].
- 16 августа — в результате столкновений между мусульманами и индийцами пострадали не менее 100 тысяч человек.
- 18 августа — силы НОАК под командованием Не Жунчжэня начала вывод войск с оборонительных позиций в провинции Жэхэ. На следующий день Не Жунчжэнь на военном совете в Сюаньхуа отказался выполнить приказ Мао Цзэдуна любой ценой удержать район Чжанцзякоу и начал отвод войск для перехода к партизанской войне[69].
- 20 августа — в Китае 13-я и 53-я армии Гоминьдана начали наступление на Жэхэ[66].
- 23 августа — тунисский Национальный конгресс, созванный по инициативе партии Новый Дустур Хабиба Бургибы, принял Декларацию независимости Туниса. Франция не признала этот акт и сохранила свой протекторат над Тунисом[67].
- 27 августа — во Вьентьяне подписаны протокол и Конвенция об установлении временного модус вивенди для урегулирования отношений между Французской Республикой и Королевством Лаос. Лаос вновь перешёл под контроль Франции[70].
- 28 августа — в Китае группировка НОАК под командованием Не Жунчжэная прекратила арьергардные бои и перешла к партизанским действиям. На следующий день группировка НОАК под командованием Чэнь И начала с арьергардными боями отходить в горные районы Шаньдуна. В Маньчжурии армия Линь Бяо закрепилась на левом берегу реки Сунгари. Активная фаза гражданской войны в 1946 году завершилась[71].
- 30 августа
  - Заключено первое Соглашение об авиации между США и гоминьдановским Китаем[72].
  - Коммунистическая партия Кореи распадается на Трудовую партию Южной Кореи и Трудовую партию Северной Кореи во главе с Ким Ду Боном.

### Сентябрь
- 1 сентября — в Греции проведён плебисцит, по результатам которого в стране восстановлена монархия[73].
- 8 сентября — упразднение монархии по результатам референдума в Болгарии, после её поражения во Второй мировой войне. Третье Болгарское царство прекращает своё существование.
- 9 сентября — антикоммунистическое Пострибское восстание в Албании.
- 10 сентября — в Токио основана компания Amada.
- 14 сентября — президент Демократической Республики Вьетнам Хо Ши Мин и министр по делам заморских территорий Франции Мариус Мутэ подписали франко-вьетнамскую временную конвенцию (Модус вивенди). Она предусматривала прекращение военных действий, решение спорных вопросов и заключение окончательного общего договора между странами[74].
- 15 сентября — болгарская царская семья покинула Софию, при этом Симеон II официально так и не отрёкся от престола.
- 17 сентября — в Албании после перестрелки с Сигурими покончил с собой Юп Казази, один из лидеров антикоммунистического подполья и Пострибского восстания.
- 26 сентября — на двухдневной совместной сессии в Вашингтоне создан Американо-советский профсоюзный комитет, как орган сотрудничества профсоюзов СССР и Конгресса производственных профсоюзов США. Вскоре прекратил свою деятельность[75].

### Октябрь
- 1 октября — в Египте введено чрезвычайное положение[76].
- 3 октября — авиакатастрофа под Стефенвиллем.
- 4 октября — Учредительное собрание Франции приняло новый избирательный закон.
- 8 октября — заключено Соглашение о сотрудничестве полиции между США и гоминьдановским Китаем[72].
- 11 октября — король Лаоса Сисаванг Вонг подписал указ о проведении выборов в Учредительное собрание[77].
- 13 октября — на референдуме во Франции одобрена новая Конституция[78].
- 15 октября — закрылась Парижская мирная конференция по итогам Второй мировой войны. Рассмотрены мирные договоры с Италией, Румынией, Болгарией, Венгрией и Финляндией, которые были подписаны позднее в 1947 году.
- 16 октября — приведены в исполнение приговоры Нюрнбергского суда над главными военными преступниками гитлеровской Германии.
- 21 октября — президент Аргентины генерал Хуан Перон внёс в парламент пятилетний план развития страны (1947—1951), направленный на индустриализацию Аргентины[79].
- 25 октября
  - Премьер-министр Египта Исмаил Сидки подписал в Лондоне новый англо-египетский договор[76].
  - В КНДР стал выхолить политико-теоретический журнал «Kulloja» (Рабочий)
- 30 октября — Аргентина в обход санкций ООН заключила торговое соглашение с франкистской Испанией[80].

### Ноябрь
- 4 ноября — подписан Договор о дружбе, торговле и навигации между гоминьдановским Китаем и США, дававший гражданам США право беспрепятственного передвижения и деятельности на территории Китая, право приобретения недвижимости и земли, свободного вывоза и ввоза товаров, гарантии безопасности и пр.[7][81].
- 5 ноября — серия авиакатастроф у Внукова: в плохих погодных условиях в течение часа разбились два самолёта Ли-2 и один C-47, погибли 19 человек.
- 8 ноября — принята первая конституция Демократической Республики Вьетнам[82].
- 9 ноября — катастрофа Ли-2 в Уфе.
- 10 ноября
  - Во Франции прошли первые послевоенные парламентские выборы[12].
  - Ахмед Мессали Хадж основал в Алжире партию Движение за триумф демократических свобод[68].
- 17 ноября — в Вашингтоне (США) подписано соглашение об аннулировании Токийской конвенции от 9 мая 1941 года о передаче Таиланду двух лаосских провинций к западу от реки Меконг. Провинции возвращены Лаосу[77].
- 20 ноября — в Хайфоне начались вооружённые столкновения между французской армией и вьетнамскими формированиями.
- 28 ноября — во Франции подало в отставку правительство Жоржа Бидо[12].

### Декабрь
- 2 декабря — Великобритания и США подписали соглашение об объединении их зон оккупации в Германии. По соглашению создана Бизония[83].
- 3 декабря — Венсан Ориоль избран председателем Национального собрания Франции.
- 4 декабря — единственным кандидатом на пост премьер-министра Франции стал лидер Французской коммунистической партии Морис Торез, которого поддержали коммунисты и социалисты. Однако он не получил достаточного числа голосов (261 голос из 579).
- 8 декабря — во Франции избрана верхняя палата парламента — Совет Республики.
- 9 декабря — отправлен в отставку премьер-министр Египта Исмаил Сидки. Новым главой кабинета назначен Махмуд Нукраши[76].
- 11 декабря — Генеральная Ассамблея ООН подтвердила принципы международного права, признанные Уставом Нюрнбергского трибунала[84].
- 15 декабря — избрано Учредительное собрание Лаоса[77].
- 16 декабря — во Франции сформировано правительство Леона Блюма[85].
- 19 декабря — после нападений партизан Вьетминя французская армия начала операцию по захвату Ханоя и других городов Демократической Республики Вьетнам[86].
- 20 декабря
  - Хо Ши Мин призвал народ Вьетнама к всеобщей войне Сопротивления. Правительство в Ханое перешло к партизанской борьбе[86].
  - Заключено второе Соглашение об авиации между США и гоминьдановским Китаем[72].
- 25 декабря — в СССР под руководством И. В. Курчатова запущен первый в Европе ядерный реактор Ф-1.
- 30 декабря — газета «Синьхуа жибао», подводя итоги года в Китае, написала, что армия Гоминьдана к концу года «освободила от коммунистов 174 тыс. км², 165 тыс. населённых пунктов»[87].
- 31 декабря — завершилась эвакуация французских войск с территории Ливана[88].

### Без точных дат
- Джоном Мокли и Джоном Преспером Эккертом создана электронно-вычислительная машина ENIAC.
- Опубликована первая книга классического цыганского писателя Матео Максимова «Урситори».
- Отменённый в 1946 году чемпионат мира по футболу.

## Персоны года
Человек года по версии журнала Time — Джеймс Бирнс, американский государственный деятель.

## Родились
См. также: Категория:Родившиеся в 1946 году

### Январь
- 5 января
  - Дайан Китон, американская актриса.
  - Андрей Болтнев, советский и российский актёр (ум. 1995).
- 6 января — Сид Барретт, английский музыкант, основатель рок-группы Pink Floyd (ум. 2006).
- 19 января — Долли Партон, американская кантри-певица и киноактриса.
- 20 января — Дэвид Линч, американский режиссёр.
- 23 января — Борис Березовский, российский политик и предприниматель (ум. 2013)
- 25 января — Вячеслав Добрынин, советский и российский композитор, эстрадный певец

### Февраль
- 19 февраля — Александр Чайковский, советский и российский композитор, народный артист России.
- 21 февраля — Алан Рикман, британский театральный и киноактёр (ум. 2016).

### Март
- 4 марта — Вадим Яковлев, советский и российский актёр театра и кино. Народный артист РСФСР
- 6 марта
  - Владимир Талашко, советский и украинский актёр
  - Дэвид Гилмор, гитарист английской рок-группы Pink Floyd.
- 7 марта — Джон Хёрд, американский актёр театра и кино (ум. 2017).
- 10 марта — Владимир Гостюхин, советский и белорусский актёр.
- 12 марта
  - Лайза Миннелли, американская певица, актриса
  - Фрэнк Уэлкер, американский киноактёр и актёр озвучивания. (97 лент, в которых он сыграл озвучил) одну из главных ролей.
- 13 марта
  - Ефим Смолин, российский писатель-сатирик, сценарист, драматург.
  - Андрей Бенкендорф, советский и российский режиссёр (ум. 2012).
- 21 марта — Тимоти Далтон, английский актёр.
- 26 марта — Владимир Петрович Пресняков, российский композитор.

### Апрель
- 7 апреля — Марк Рудинштейн, советский и российский продюсер, актёр и кинокритик (ум. 2021).
- 19 апреля — Тим Карри, британский актёр.
- 20 апреля — Рикардо Мадуро, президент Гондураса (с 2002 по 2006 г).
- 23 апреля — Анатолий Бышовец, советский футболист и российский футбольный тренер.
- 25 апреля
  - Владимир Вольфович Жириновский, основатель и председатель Либерально-демократической партии России (ум. 2022).
  - Талия Шайр (настоящее имя Талия Розе Коппола), американская актриса.
- 30 апреля — Карл XVI Густаф, король Швеции с 15 сентября 1973 г.

### Май
- 7 мая — Владимир Бортко, советский и российский кинорежиссёр.
- 17 мая — Галина Старовойтова (ум. 1998), российский политический и государственный деятель.
- 19 мая — Микеле Плачидо, итальянский актёр.
- 20 мая — Шер, американская певица, актриса.
- 22 мая — Джордж Бест, британский футболист, игрок сборной Северной Ирландии и «Манчестер Юнайтед» (ум. в 2005).
- 24 мая — Геннадий Матвеев, актёр театра и кино, заслуженный артист России.
- 30 мая — Роксана Бабаян, советская певица, актриса

### Июнь
- 1 июня — Брайан Кокс, шотландский киноактёр.
- 2 июня
  - Лассе Халльстрём, шведский кинорежиссёр.
  - Анатолий Борсюк, советский и украинский режиссёр и телеведущий.
- 5 июня — Стефания Сандрелли, итальянская киноактриса («Ключ», «Конформист»).
- 10 июня — Венера Рахимова, советская и российская актриса. Прославилась озвучкой Незнайки в мультсериале «Незнайка на Луне».
- 13 июня — Игорь Старыгин, советский и российский актёр театра и кино (ум. в 2009).
- 14 июня — Дональд Трамп, 45-й и 47-й президент США, американский бизнесмен и известная личность.
- 15 июня — Демис Руссос (ум. 2015), греческий певец.
- 18 июня — Фабио Капелло, итальянский футболист и тренер.
- 24 июня — Эллисон Онидзука, американский астронавт, член экипажа взорвавшегося при старте «Челленджера» (ум. в 1986).
- 27 июня — Семён Морозов, советский и российский актёр театра и кино, режиссёр.
- 28 июня — Виктор Иванович Бутурлин, российский кинорежиссёр.

### Июль
- 4 июля — Рон Ковик, ветеран Вьетнамской войны, известный антивоенный активист.
- 5 июля — ’т Хоофт, Герард, голландский физик-теоретик, лауреат лауреат Нобелевской премии 1999 года.
- 6 июля
  - Джордж Уокер Буш, 43-й президент США (2001—2009).
  - Сильвестр Сталлоне, американский актёр, кинорежиссёр, сценарист и продюсер.
- 9 июля — Роналд Белфорд Скотт, солист австралийской группы AC/DC (ум. 1980).
- 12 июля — Валентина Толкунова, советская и российская певица, народная Артистка РСФСР (ум. 2010).
- 13 июля — Чич Марин, американский актёр мексиканского происхождения, участник дуэта Чич и Чонг.
- 20 июля — Джон Рэндал Клайзер, американский кинорежиссёр и продюсер.
- 21 июля — Людмила Зайцева, советская и российская актриса, народная артистка РСФСР, лауреат Государственной премии СССР.
- 22 июля — Мирей Матье, французская певица.
- 23 июля — Александр Кайдановский, советский и российский актёр и режиссёр (ум. 1995).

### Август
- 3 августа — Николай Бурляев, советский и российский актёр.
- 5 августа — Сесар Вильянуэва Аревало перуанский политик, премьер-министр Перу с 31 октября 2013 года по 25 февраля 2014 год.
- 11 августа — Мэрилин вос Савант, женщина с самым высоким в мире IQ.
- 13 августа — Татьяна Бедова, советская и российская актриса театра и кино, исполнительница роли Сони Мармеладовой в фильме «Преступление и наказание».
- 19 августа
  - Уильям Джефферсон Клинтон, (Билл Клинтон) 42-й президент США (1993—2001).
  - Ти Лун, гонконгский актёр, исполнявший главные роли в многочисленных фильмах студии Shaw Brothers.
- 26 августа — Пярн, Прийт Рудольфович, советский и эстонский сценарист и режиссёр-мультипликатор киностудии «Таллинфильм».

### Сентябрь
- 1 сентября — Барри Гибб, британский рок-музыкант, участник группы «Bee Gees».
- 5 сентября
  - Фредди Меркьюри, британский рок-музыкант, лидер легендарной группы «Queen» (ум. в 1991).
  - Деннис Дуган, американский актёр-комик, кинорежиссёр.
- 6 сентября — Бенни Йолинк, знаменитый нидерландский рок-музыкант, лидер популярной группы Normaal.
- 7 сентября — Ольгерд Лукашевич, польский актёр театра и кино.
- 13 сентября — Купрашвили, Генри Отарович, грузинский пловец, основатель школы уникального грузинского плавания.
- 15 сентября
  - Томми Ли Джонс, американский актёр, режиссёр.
  - Оливер Стоун, американский режиссёр.
- 20 сентября — Алексей Абакумов, российский учёный.
- 28 сентября — Джеффри Джонс, американский актёр.
- 29 сентября — Дмитрий Дмитриевич Крылов, телеведущий, журналист.

### Октябрь
- 4 октября — Сьюзан Сарандон, американская актриса.
- 6 октября — Екатерина Градова, советская актриса (ум. в 2021).
- 7 октября — Сэм Джонс, британский журналист, радиоведущий, писатель и переводчик (ум. в 2023).
- 8 октября — Александр Георгиевич Горшков, советский фигурист.
- 10 октября — Чарльз Дэнс, британский актёр.
- 14 октября
  - Дэн Маккаферти, вокалист шотландской рок-группы Nazareth.
  - Павел Григорьевич Чухрай, советский и российский кинорежиссёр, сценарист, актёр, оператор.
- 20 октября
  - Эльфрида Елинек, австрийская писательница, лауреат Нобелевской премии по литературе 2004 года.
  - Иван Рыбкин, российский политик, председатель Государственной Думы первого созыва.
- 27 октября — Айван Райтман, канадский кинорежиссёр и продюсер.
- 31 октября — Стивен Ри, британский и ирландский актёр.

### Ноябрь
- 2 ноября — Алан Джонс, австралийский автогонщик, чемпион Формулы-1.
- 6 ноября — Салли Филд, американская актриса, певица, режиссёр и продюсер.
- 8 ноября — Гус Хиддинк, голландский футболист и тренер.
- 15 ноября — Владимир Асмолов, советский и российский автор-исполнитель в жанрах русский шансон и городской романс.
- 18 ноября — Екатерина Георгиевна Маркова, советская и российская актриса.
- 19 ноября — Елена Преснякова, советская и российская певица, солистка группы «Самоцветы».
- 20 ноября — Кирилл, 16-й Патриарх Московский и всея Руси.
- 24 ноября — Тед Банди, американский серийный убийца (ум. 1989).

### Декабрь
- 2 декабря — Джанни Версаче, итальянский модельер (ум. в 1997).
- 5 декабря — Хосе Каррерас, испанский оперный певец.
- 7 декабря — Галина Юрьевна Ризниченко, советский и российский биофизик.
- 12 декабря:
  - Клара Новикова, советская и российская артистка эстрады, народная артистка России.
  - Эмерсон Фиттипальди, бразильский автогонщик, двукратный чемпион Формулы-1.
- 18 декабря — Стивен Спилберг, американский кинорежиссёр.
- 24 декабря — Леонид Алексеевич Филатов, русский актёр, режиссёр, поэт (ум. в 2003).
- 25 декабря — Дитер Гайке, немецкий композитор и гитарист, известный под псевдонимом Blonker.
- 25 декабря — Мухаметшина, Раиса Минигатовна, актриса, пародистка, Заслуженная артистка России.
- 30 декабря — Патти Смит, американская рок-певица и поэт.

## Скончались
См. также: Категория:Умершие в 1946 году
- 1 января —Александр Рёмин, советский футболист и хоккеист.
- 29 января — Гарри Хопкинс — политик.
- 4 февраля — Милан Недич, сербский военный и политический деятель, генерал, глава прогерманского правительства Сербии в 1941—1944 годах (род. 1877).
- 9 марта — Вильям Вайн Приор (род. 1876), военный деятель Дании, верховный главнокомандующий в период с 1939 по 1941 год.
- 14 марта — Вернер фон Бломберг (р. 1878), немецкий военачальник, генерал-фельдмаршал (1936), в 1933—1938 годах министр имперской обороны (с 1935 — имперского военного министерства) Германии.
- 22 марта — Франсиско Ларго Кабальеро, испанский политик-синдикалист, лидер Испанской социалистической рабочей партии (ИСРП), премьер-министр Испании в 1936 — 1937 годах (род.1869)
- 23 марта — Гилберт Льюис — американский физикохимик.
- 8 апреля
  - Бо Гу, генеральный секретарь Коммунистической партии Китая в 1932-1935 годах (род. 1907).
  - Е Тин, китайский коммунист, генерал, видный военачальник (род. 1896).
- 21 апреля — лорд Джон Мейнард Кейнс, английский экономист и политический деятель, основатель кейнсианства.
- 3 июня — Михаил Иванович Калинин, советский государственный и партийный деятель.
- 1 июля — Людас Гира — литовский поэт, критик, драматург, публицист.
- 13 августа — Герберт Уэллс, английский писатель и публицист.
- 6 сентября — Рудявский Алексей Иванович Архивная копия от 8 августа 2012 на Wayback Machine, врач-хирург и общественный деятель. Родился в 1876 году.
- 30 августа — Константин Родзаевский, политический деятель Русского Зарубежья, лидер ВФП.
- 2 октября — Игнаций Мосьцицкий, польский химик, президент Польши (1926—1939).
- 15 октября — Герман Вильгельм Геринг, немецкий нацистский политический, государственный и военный деятель.
- 16 октября — казнённые нацистские преступники:
  - Ганс Франк, немецкий нацистский политический и государственный деятель.
  - Вильгельм Фрик, немецкий нацистский политический и государственный деятель, министр внутренних дел Германии 1933—1943.
  - Эрнст Кальтенбруннер, австрийский офицер СС, (SS-Obergruppenführer).
  - Иоахим фон Риббентроп, министр иностранных дел нацистской Германии (1938—1945).
  - Альфред Розенберг, немецкий нацистский идеолог и политический деятель.
  - Юлиус Штрайхер, немецкий нацистский политический деятель.
  - Артур Зейсс-Инкварт, немецкий нацистский политический деятель, комиссар Нидерландов (1940—1945)
  - Вильгельм Кейтель, немецкий нацистский военный деятель. Начальник штаба Верховного главнокомандования Вермахта.
  - Фриц Заукель, немецкий нацистский политический и государственный деятель,
  - Альфред Йодль, немецкий нацистский военный деятель, начальник Штаба оперативного руководства Верховного командования Вермахта.
- 23 ноября — Николай Рубакин — русский книговед, библиограф, популяризатор науки и писатель.
- 26 ноября — Анатолий Конелиевич Виноградов, русский советский писатель (род. 1888).

## Нобелевские премии
- Физика — Перси Уильямс Бриджмен — «За изобретение прибора, позволяющего создавать сверхвысокие давления, и за открытия, сделанные в связи с этим в физике высоких давлений».
- Химия — Самнер, Джеймс Бетчеллер (1/2 премии) — «За открытие явления кристаллизации ферментов», Нортроп, Джон Говард (1/4 премии) совместно с Стэнли, Уэнделл Мередит (1/4 премии) — «За получение в чистом виде вирусных белков»
- Медицина и физиология — Мёллер,Герман Джозеф — «За открытие появления мутаций под влиянием рентгеновского облучения».
- Литература — Герман Гессе — «За вдохновенное творчество, в котором проявляются классические идеалы гуманизма, а также за блестящий стиль».
- Премия мира —- Болч, Эмили Грин — «За многолетний, неутомимый труд на благо мира», Мотт, Джон Рэлей — «За миссионерскую деятельность».